# World in Union
«World in Union» es una canción temática de la Copa Mundial de Rugby, con letra de Charlie Skarbek y música de Gustav Holst, que intenta captar el espíritu de la amistad internacional que desea transmitir la cultura del rugby por todo el mundo.
La melodía es Thaxted - el tema principal de la sección central de «Júpiter, el portador de la Alegría», cuarto movimiento de The Planets, de Gustav Holst, y fue en origen adaptada por el propio Holst para usarse en el himno patriótico anglicano inglés, «I Vow To Thee My Country».
La canción fue un encargo del International Rugby Board (en aquella época el International Rugby Football Board), la organización deportiva de este deporte, en 1991 y actualmente se ha hecho sinónimo de la «reunión de naciones» que pretende representar el torneo cuatrianual.

## Historia de la grabación
La canción ha sido cantada por famosos artistas en una serie de ceremonias de apertura de la Copa Mundial de Rugby (y por lo tanto lanzados como sencillos):
- 1991 — Kiri Te Kanawa en Inglaterra
- 1995 — Ladysmith Black Mambazo y PJ Powers en Sudáfrica
- 1999 — Shirley Bassey y Bryn Terfel en Gales
- 2003 — United Colours of Sound en Australia
- 2007 — All Stars en Francia
- 2011 — Ria Hall y Evander Folau en Nueva Zelanda

Una serie de interpretaciones de la canción se ha grabado, a veces con pequeños cambios en la letra.
Shirley Bassey y Bryn Terfel lanzaron un CD en 1999 con tres versiones de la canción. La cantaron en vivo en la inauguración en junio de 1999, en la que Bassey lució un famoso vestido diseñado a base de la bandera de Gales. Tres versiones aparecen en el disco: un dúo de Shirley Bassey y Bryn Terfel, una versión con Bassey en solitario y finalmente una versión que presenta sólo el coro. La versión del dúo está interpretada parcialmente en galés por Bryn Terfel. El vídeo oficial se filmó en el Millennium Stadium de Cardiff y presentaba otros paisajes galeses. El sencillo marcó una infrecuente vuelta a las listas de éxitos de Shirley Bassey, donde alcanzó el n.º 35 en octubre de 1999.
En la banda sonora de la película Invictus, «World in Union», versión del 95, es interpretada por Overtone con Yollandi Nortjie.

## Otros intérpretes
| Roberto Alagna (Francia) Katherine Jenkins (Gales) Russell Watson (Inglaterra) Hayley Westenra (Nueva Zelanda) Lesley Garrett (Inglaterra) Aled Jones (Gales) All Angels (Inglaterra) | Vittorio Grigolo (Italia) Jonathan Ansell (Inglaterra) Will Martin (Nueva Zelanda) Rhydian Roberts (Gales) RyanDan (Canadá) Blake (Inglaterra) Elin Manahan Thomas (Gales) | Tommy Fleming (Irlanda) Nicky Spence (Escocia) The Ten Tenors (Australia) Deborah Cheetham (Australia) Danielle de Niese (Australia) PJ Powers (Sudáfrica) Kiyoe Yoshioka (Japón) |